# Bruno en de bananenclub
Bruno en de bananenclub is een televisieserie die wordt uitgezonden op Noggin en CBC Television.
Bruno is een klein aapje dat door middel van kleuren de kleinste kijkers leuke dingen over cijfers probeert te leren.
De serie arriveerde in Nederland op Nick Jr.. In België werd de serie uitgezonden op vtmKzoom.

## Personages
- Bruno
- Konijn
- Leeuw
- Zebra
- Aap
- Koe
- Heleen de dromedaris